# Centrioncus aberrans
Centrioncus aberrans är en tvåvingeart som beskrevs av Feijen 1983. Centrioncus aberrans ingår i släktet Centrioncus och familjen Diopsidae.
Artens utbredningsområde är Uganda. Inga underarter finns listade i Catalogue of Life.